# Proposition de loi Van Quickenborne
La loi Van Quickenborne est une loi proposée en Belgique en 2023 qui interdirait de manifester, appelée officiellement « loi visant à rendre la justice plus humaine, plus rapide et plus ferme III »,. Elle est opposée par une coalition de syndicats belges (FGTB, CSC, CGSLB et autres).
Le texte contient la peine complémentaire d’interdiction de manifester. Il prévoit qu’un juge, avant de prononcer une telle peine, complémentaire à une condamnation pour une liste limitative d’infractions (incendie, coups et blessures volontaires, etc.) « met en balance la gravité des faits et l’atteinte aux droits et libertés fondamentaux, en particulier la liberté de manifester dans un but politique, syndical, humanitaire, philosophique, environnemental, civique ou le droit de mener des actions collectives, en ce compris la grève ».
La loi proposée porte le nom de son promoteur, le ministre de la Justice, Vincent Van Quickenborne.